# Юлія Вахачик
Юлія Вахачик (нім. Julia Wachaczyk) — німецька тенісистка, яка спеціалізується в основному на парній грі. Свій перший титул WTA здобула на Lyon Open 2020.

## Фінали турнірів WTA

### Парний розряд: 1 титул
| Результат | В–П | Дата     | Турнір                 | Категорія   | Поверхня    | Партнерка       | Супротивниці                            | Рахунок  |
| --------- | --- | -------- | ---------------------- | ----------- | ----------- | --------------- | --------------------------------------- | -------- |
| Перемога  | 1–0 | Бер 2020 | WTA Lyon Open, Франція | Міжнародний | Хард (зала) | Лаура Йоана Пар | Леслей Паттінама Керкгове Бібіане Схофс | 7–5, 6–4 |

## Зовнішні посилання
- Досьє на сайті WTA [Архівовано 18 листопада 2019 у Wayback Machine.]